# Joaquim Carvalho (football)
Pour les articles homonymes, voir Joaquim Carvalho et Carvalho.
Joaquim da Silva Carvalho est un footballeur portugais né le 18 avril 1937 à Barreiro et mort le 5 avril 2022. Il évoluait au poste de gardien de but.

## Biographie
Considéré comme l'un des plus grands gardiens du Sporting Portugal, il passe 11 saisons au club. Il remporte 3 championnats et une coupe. Il fait partie de l'équipe gagnant la Coupe d'Europe des vainqueurs de coupe de football 1963-1964, seul trophée européen des lions.
International, il possède 6 sélections en équipe du Portugal de 1965 à 1966. Il participe à la Coupe du monde 1966 se déroulant en Angleterre. L'équipe, surnommée alors Os magriços, termine troisième de la compétition.

## Carrière

### En tant que joueur
- 1955-1958 :  Luso FC
- 1958-1970 :  Sporting Portugal
- 1970-1972 :  Atlético Portugal

## Palmarès

### En club
Avec le Sporting Portugal :
- Vainqueur de la Coupe des coupes en 1964
- Champion du Portugal en 1962, 1966 et 1970
- Vainqueur de la Coupe du Portugal en 1963

### En sélection
- Troisième de la Coupe du monde en 1966